# Arthur Rudolph (Politiker)
Arthur Rudolph (* 12. Februar 1874 in Offenbach am Main; † 6. Februar 1950 in Frankfurt am Main) war ein deutscher Politiker (DNVP) und Mitglied des Provinziallandtages der Provinz Hessen-Nassau.

## Leben
Arthur Rudolph war ein Sohn des Eisengießers Karl Wilhelm Rudolph und dessen Ehefrau Bertha Rudolph. Im Alter von zehn Jahren zog die Familie nach Frankfurt. Dort machte er seine Schulausbildung und war anschließend als Eisenbahnarbeiter beschäftigt. Rudolph war kommunalpolitisch engagiert, wurde  Mitglied der Deutschnationalen Volkispartei und hatte von 1919 bis 1924 einen Sitz in der Frankfurter Stadtverordnetenversammlung.
Von 1921 bis 1925 hatte er ein Mandat für den Nassauischen Kommunallandtag bzw. für den Provinziallandtag der Provinz Hessen-Nassau, wo er Mitglied des sozialpolitischen Ausschusses war. Im selben Zeitraum war er stellvertretendes Mitglied im Landesausschuss.